# 松廣寺
松廣寺（：／ Songgwangsa */?）是一所位於韓國全羅南道順天市的佛教寺院。其為韓國佛教宗派之一的曹溪宗之發祥地。因高麗時代有16位國師輩出於此，被人稱為「僧寶寺刹」（僧寶為三寶之一）。
現今其為韓國代表性的進行禪修行的寺院。

## 歷史
原名為吉祥寺，由慧麟大师（혜린대사）所創。1190年，曹溪宗創始人知訥，將定慧社移至吉祥寺，并改名為修禪寺。1208年，改名為松廣寺。

## 歷史文化財產
松廣寺內存有韓國國內數量最多的歷史文化財產。
- 木彫三尊佛龕（國寶第42號）
- 「高麗高宗制書」（國寶第43號）
- 國師殿（國寶第56號）

## 相關鏈接
- 官方網站（朝鮮語） （页面存档备份，存于）
- 松広寺 （页面存档备份，存于） - 韓国観光公社（日文）
- 韓國順天 曹渓山松廣寺（日文） - 韓國名刹